# Sematophyllum cyparissoides
Sematophyllum cyparissoides är en bladmossart som beskrevs av Robert Statham Williams 1930. Sematophyllum cyparissoides ingår i släktet Sematophyllum och familjen Sematophyllaceae. Inga underarter finns listade i Catalogue of Life.